# Popillia crenatipennis
Popillia crenatipennis är en skalbaggsart som beskrevs av Max Quedenfeldt 1888. Popillia crenatipennis ingår i släktet Popillia och familjen Rutelidae. Inga underarter finns listade i Catalogue of Life.